# Oosterstraat (Baarn)
De Oosterstraat is een straat in de wijk Oosterhei Baarn, in de Nederlandse provincie Utrecht. De Oosterstraat is ongeveer 950 meter lang.
De Oosterstraat is van oudsher een route naar de heidegronden ten zuiden van Baarn. De Oosterstraat heeft zich ontwikkeld tot de centrale noord-zuidroute van het zuidoostelijk deel van Baarn, met daaraan een aantal winkels en bedrijfjes. De bebouwing aan de Oosterstraat dateert veelal van rond 1920 met kleine aaneengeschakelde ‘arbeidershuisjes’.
In de Sumatrastraat staat een blok van zes arbeiderswoningen en in de Westerstraat een rijtje met zeven woningen die monumentaal zijn. Opvallend is ook de tuindorp-bebouwing aan de Rozenstraat en Leliestraat.